# William Mellor
William Mellor (* 20. Juli 1888 in Crewe; † 8. Juni 1942 in London) war ein britischer Journalist.

## Leben und Tätigkeit
Mellor war ein Sohn des unitarischen Geistlichen William Mellor. Er wurde an der Klemetary School und der Willaston School in Cheshire ausgebildet. Nachdem er sich kurzzeitig am Manchester College auf die geistliche Karriere vorbereitete, studierte er, nachdem er seinen religiösen Glauben verloren hatte, am Exeter College der Universität Oxford. Politisch schloss er sich der Independent Labour Party an. Nach einer kurzen Tätigkeit von 1912 bis 1913 als Sekretär am Fabian Research Department wurde er Journalist. Seit 1913 gehörte er zur Redaktion der Tageszeitung Daily Herald.
Während des Ersten Weltkrieges wurde Mellor zum Gegner einer unfreiwilligen Militärrekrutierung, die Großbritannien 1916 einführte. Er weigerte sich in die Armee einzutreten und begründete dies damit, dass der Krieg nicht um der Verteidigung irgendeines Landes oder der Demokratie wegen, sondern zur Durchsetzung der konträren finanziellen Interessen der Großkapitalisten der verschiedenen europäischen Großmächte wegen geführt werde; für das einfache Volk gebe es keinen Grund, sich an ihm zu beteiligen. Er war zeitweise in Haft. Nach seiner Entlassung kehrte er zum Daily Herald zurück und war dort in den nächsten Jahren als industrial editor aufgeführt. Als Journalist wandte sich Mellor in der Zeit nach dem Krieg gegen ein Eingreifen Großbritanniens in den russischen Bürgerkrieg der Jahre 1918 bis 1922.
1920 beteiligte Mellor sich an der Gründung der Communist Party of Great Britain, zog sich aber bereits 1924 wieder aus dieser zurück.
In den 1920er Jahren entwickelte Mellor sich zu einem der prominentesten linken Journalisten Großbritanniens: Nachdem er 1922 zum stellvertretenden Herausgeber der Daily Herald ernannt worden war, rückte er am 26. August 1926 als Nachfolger von Hamilton Fyfe zum Herausgeber dieser Zeitung auf. Hintergrund für den Wechsel in der Leitung und die Ernennung Mellors, die vor allem von Ernest Bevin betrieben wurde, war die Übernahme der Zeitung durch den britischen Gewerkschaftskongress (Trade Union Congress). Unter Mellors Regie entwickelte sich wurde der Herald in den folgenden Jahren zu einem Blatt für ein Massenpublikum, um die Auflage zu steigern. Mellor verstand dies als Kombinierung von journalistischer Aufklärungsarbeit mit einer attraktiven Verpackung. So wurde die Zahl der Bilder erhöht und wurde das inhaltliche Spektrum des Herald um human interest-Stories ergänzt.
1930 übernahm Oldham Press 50 Prozent der Anteile am Herald und Mellor wurde als Herausgeber entlassen. Stattdessen wurde er beigeordneter Herausgeber der Oldham Press (Assistant Managing Editor).
Bei der britischen Parlamentswahl des Jahres 1935 bewarb Mellor sich vergeblich um einen Sitz im House of Commons, dem britischen Parlament: Er kandidierte erfolglos für die Labour Party im Wahlkreis Enfield. Bei der für das Jahr 1940 vorgesehenen, aber infolge des Kriegsausbruchs 1939 abgesagten Parlamentswahl war Mellor als Kandidat der Labour Party für den Wahlkreis Stepney vorgesehen.
Von 1937 bis 1938 war Mellor der erste Herausgeber der neugegründeten Wochenzeitung Tribune, wurde von diesem Posten aber aufgrund einer Meinungsverschiedenheit mit Stafford Cripps entlassen: Mellor war im Tribune für die Errichtung einer Volksfront der Labour Party mit der Independent Labour Party und den Kommunisten als Gegengewicht zu den faschistischen Regimen, die zu dieser Zeit in Europa zunehmend an Macht gewannen, eingetreten.
Von den nationalsozialistischen Polizeiorganen wurde Mellor Ende der 1930er Jahre als wichtige Zielperson eingestuft: Im Frühjahr 1940 setzte das Reichssicherheitshauptamt in Berlin ihn auf die Sonderfahndungsliste G.B., ein Verzeichnis von Personen, die im Falle einer erfolgreichen deutschen Invasion Großbritanniens durch die Sonderkommandos der SS-Einsatzgruppen mit besonderer Priorität ausfindig gemacht und verhaftet werden sollten.
Mellor starb 1942 an den Folgen einer Operation, der er sich wegen eines Magengeschwürs unterzogen hatte.

## Familie
Mellor war seit 1919 mit Helena Edna Thompson verheiratet, mit der er einen Sohn hatte.

## Schriften
- The Meaning of Industrial Freedom, 1918.
- Direct Action, 1920.
- The co-operative Movement and the Fight for Socialism, 1933.